# Levi (película)
Levi es una película dramática nigeriana de 2019 dirigida por Okechukwu Oku. Está protagonizada por Ramsey Nouah, Nancy Isime, Deyemi Okanlawon, Lydia Forson y Bimbo Manuel.

## Sinopsis
Después de ser diagnosticado con una condición médica que amenaza su vida, Levi decide buscar a su amor de la infancia, Somi, con la intención de finalmente poder estar juntos antes de morir. Sin embargo, cuando se reencuentra con Somi, ella ya está casada.

## Elenco
- Ramsey Nouah como Levi
- Nancy Isime como Somi
- Deyemi Okanlawon como
- Lydia Forson como
- Manuel Bimbo